# Sept mook
Pour les articles homonymes, voir Sept (homonymie).
Sept mook est un mook de parution trimestrielle lié au site de slow journalisme suisse Sept.info, édité par Sept.ch SA et imprimé  à Lausanne. Son rédacteur en chef est Patrick Vallélian.